# Route A2 (Grande-Bretagne)
Pour les articles homonymes, voir Route A2.

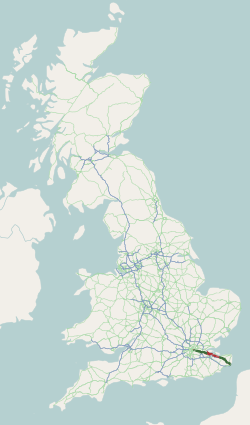
Route A2 sur la carte du Royaume-Uni

La route britannique A2 est une voie de communication menant de Londres à Douvres. Cette route est importante comme liaison entre Londres et les routes commerciales maritimes à destination de l'Europe continentale. Elle était à l'origine connue sous le nom de Dover Road.
Contrairement aux autres routes A+chiffre de Grande-Bretagne, l'A2 ne constitue pas une limite de zone. La frontière entre les zones 1 et 2 étant la Tamise. 

## Histoire
Le tracé de l'actuelle A2 suit l'itinéraire qu'empruntait une ancienne voie celtique. Pour les Romains, c'est une route importante qui relie Londres à Canterbury et aux trois ports de la Manche de Rutupiae (aujourd'hui Richborough), Dubris (aujourd'hui Douvres) et Portus Lemanis (dans l'actuelle Lympne). Elle traverse des rivières à Rochester sur la Medway, à Dartford (la rivière Darent) et à Crayford (la rivière Cray). Les Romains pavent la route et construisent un premier pont de Rochester sur la Medway. L'accès à Londres se fait via le pont de Londres, construit par les Romains en 50 apr. J.-C. La route apparaît dans l'Itinéraire d'Antonin, une carte contemporaine des routes romaines en Grande-Bretagne, comme "Item a Londinio ad portum Dubris"
À l'époque anglo-saxonne, la A2 fait partie d'une route plus longue connue sous le nom de Wæcelinga Stræt ("Watling Street" en anglais moderne). Le pont de Rochester est reconstruit en pierre en 1391 et les "Wardens and Commonalty of Rochester Bridge" sont créés pour entretenir le pont. L'équivalent moderne, le Rochester Bridge Trust, gère toujours le passage actuel.
Au XVIIe siècle, la route tombe en ruine et des sections sont transformées en routes à péage par divers Turnpike Acts adoptés par le Parlement. La section entre Gravesend et Rochester est transformée en route à péage en 1712 et celle de Chatham à Canterbury en 1730 ; la section de Chatham à Douvres n'est transformée en route à péage qu'au XIXe siècle, époque à laquelle elle était connue sous le nom de Great Dover Road. Le pont de Rochester est reconstruit en fonte en 1856 (et reconstruit à nouveau en 1914 avec un deuxième pont en 1970). La London, Chatham and Dover Railway acheve une ligne ferroviaire entre Londres et Douvres dans les années 1860. L'accès à Londres depuis l'A2 à travers la Tamise est amélioré avec l'achèvement de Tower Bridge (1894), du Blackwall Tunnel (1897) et du Rotherhithe Tunnel (1908). 
La route reçoit la référence A2 dans le cadre du système de numérotation des routes de Grande-Bretagne dans les années 1920. Le Dartford Southern By-pass, qui a permis de décongestionner l'ancienne route traversant Dartford, a fourni un nombre considérable d'emplois locaux pendant la récession qui a suivi la Première Guerre mondiale. Elle est inaugurée par le Prince de Galles en 1924 et porte aujourd'hui le nom de Princes Road. On estime que le projet a fourni 63 500 jours de travail aux chômeurs locaux.
Le Dartford Crossing est ouvert sous la forme d'un tunnel unique en 1963, puis un second tunnel est ouvert en 1980 pour le trafic supplémentaire de l'A2, et l'autoroute M2 est ouverte par étapes entre 1963 et 1965, fournissant une route alternative plus rapide pour le trafic longue distance évitant l'A2 à Rochester et Chatham. Le tronçon à trois voies de l'A2 entre Falconwood et Cobham est construit par étapes de 1963 à 1973 environ. Un tronçon de Ringway 3 (partie de l'autoroute M16 proposée pour rejoindre l'A2, qui a ensuite fait partie de l'autoroute M25) est ouvert entre 1974 et 1977. 
La route de délestage à Rochester, qui contourne Kidbrooke et Eltham, est ouverte en 1988. L'autoroute M20 vers Folkestone est construite par étapes à partir des années 1960 et fournit une route plus rapide vers Douvres à la suite des extensions construites au début des années 1990, après quoi les niveaux de trafic sur la M2 et l'A2 diminuent. Le pont Queen Elizabeth II est ouvert en 1991. 
En 2008, une section de l'A2 à côté de Gravesend est élargie à 3 ou 4 voies entre Pepperhill (banlieue de Northfleet) et Cobham. La route est détournée des maisons de Gravesend/Singlewell pour faire de la place aux nouvelles voies et réduire le bruit et la pollution des routes élargies. L'ancien tracé de l'A2 (la voie romaine) est ainsi transformé en une combinaison de sentier pédestre et de piste cyclable. Cette nouvelle section de route est ouverte en 2009. Une section de l'ancienne route est transformée en Cyclopark, avec des sentiers pédestres, des pistes cyclables et un parcours équestre.